# Неправильні змінні зорі
Неправильні змінні зорі — різновид змінних зір, чиї варіації яскравості змінюються за неперіодичним законом. Існує 2 типи неправильних змінних[джерело?]: еруптивні та пульсувальні[джерело?].

## Еруптивні змінні
Еруптивні змінні поділяють на 3 класи:
- I — слабко вивчені зорі, особливості зміни блиску та спектральні класи яких невідомі. Дуже різнорідна група об'єктів, яка у свою чергу поділяється на 2 підкласи:
  - IA — нерегулярні змінні ранніх (О—А) спектральних класів.
  - IB — нерегулярні змінні проміжних (F—G) та пізніх (К—М) спектральних класів .

- IN — Оріонові змінні. Неправильні змінні, пов'язані зі світлими й темними дифузними туманностями або на ділянках таких туманностей. Межі змін блиску можуть досягати кількох величин. Якщо у зорі спостерігають швидкі зміни блиску (до 1 m за 1-10 діб), до позначення типу додають символ «S» (INS). Поділяють на такі підтипи:
  - INA — оріонові змінні ранніх спектральних класів (В-А або Ае).
  - INB — оріонові змінні проміжних та пізніх спектральних класів (F—M або Fe-Me).
  - INT — оріонові змінні типу Т Тельця
  - IN(YY) — у спектрах деяких оріонових змінних (YY Оріона) із довгохвильового боку емісійних ліній спостерігають темні компоненти, що свідчить про падіння речовини на поверхню зорі.

Якщо зв'язок із туманністю непомітний, літера N у символі типу може бути опущена — IT.

- IS — швидкі неправильні змінні, які вочевидь не пов'язані з дифузними туманностями і показують зміни блиску на 0,5-1,0 m протягом декількох годин або доби. Чіткої межі між швидкими неправильними та оріоновими змінними немає. Якщо швидка неправильна спостерігається на ділянці дифузної туманності, її включають до оріонових змінних і позначають символом INS.
  - ISA — швидкі неправильні ранніх спектральних класів (В-А або Ае).
  - ISB — швидкі неправильні проміжних та пізніх спектральних класів (F—M або Fe—Me).

## Пульсуючі неправильні змінні
Пульсуючі неправильні змінні — змінні зорі (гіганти або надгіганти), зміни блиску яких позбавлені будь-яких ознак періодичності або періодичність виражена слабко, наступаючи лише з часом. Позначають: LB — гіганти і LC — надгіганти.